# Marika Bianchini
Marika Bianchini (Bagno a Ripoli, 23 aprile 1993) è una pallavolista italiana, di ruolo opposto.

## Carriera

### Club
La carriera da professionista di Marika Bianchini inizia nella stagione 2009-10 quando entra a far parte del Club Italia, con il quale disputa il campionato di Serie A2.
Nella stagione 2010-11 passa al Villa Cortese, giocando per la squadra giovanile, ma ottenendo qualche presenza anche in quella che gioca il campionato di Serie A1, mentre nell'annata successiva veste la maglia del San Casciano, in Serie B1, con cui resta per due stagioni, ottenendo anche una promozione in Serie A2.
Nella stagione 2013-14 viene ingaggiata dal Busto Arsizio, in Serie A1, mentre nella quella seguente passa al Casalmaggiore, club con il quale vince lo scudetto.
Si trasferisce quindi in Francia per disputare il campionato 2015-16 con il RC Cannes, in Ligue A, ma tuttavia già a metà stagione rientra in Italia, accasandosi al River di Piacenza. Nell'annata 2017-18 difende i colori della Savino Del Bene di Scandicci: resta nella stessa divisione anche nella stagione 2018-19 con la Pro Victoria, con cui si aggiudica la Challenge Cup 2018-19, e in quella 2019-20 con il Filottrano.
Nell'estate 2020 annuncia la propria gravidanza, sospendendo conseguentemente l'attività agonistica: ritorna in campo nella stagione 2021-22, giocando con la Millenium Brescia, in Serie A2, con cui vince la Coppa Italia di categoria; disputa il campionato cadetto anche nell'annata seguente, ingaggiata stavolta dal Roma Club con il quale vince, per il secondo anno consecutivo, la Coppa Italia di Serie A2.

### Nazionale
Nel 2009, con la nazionale italiana under 18 vince la medaglia di bronzo al campionato europeo, mentre nel 2010 con la nazionale under 19 si aggiudica l'oro al torneo continentale e l'anno successivo, con la nazionale under 20, conquista il campionato mondiale di categoria.
Nel 2013 ottiene le prime convocazioni nella nazionale maggiore.

## Palmarès

### Club
- Campionato italiano: 1

2014-15
- Coppa Italia di Serie A2: 2

2021-22, 2022-23
- Challenge Cup: 1

2018-19

### Nazionale (competizioni minori)
- Campionato europeo under 18 2009
- Campionato europeo under 19 2010
- Campionato mondiale under 20 2011